# Porcelle
Porcelle es un lugar español situado en la parroquia de Dormeá, del municipio de Boimorto, en la provincia de La Coruña, Galicia.

## Demografía
| Gráfica de evolución demográfica de Porcelle entre 2000 y 2018 |
|                                                                |
| Datos según el nomenclátor publicado por el INE.               |